# Stjärnkors

Stjärnkors

Ett stjärnkors är ett kors i form av en fyruddig stjärna. Stjärnkorset förekommer bland annat i utsmyckningen av kyrkor, och inom heraldik. Det finns en äldre svensk frälseätt som heter Stiernkors och ibland kallas Stjärnkors.